# Batalla de Midway
La batalla de Midway fue una importante batalla naval en el teatro de operaciones del Pacífico de la Segunda Guerra Mundial que tuvo lugar del 4 al 7 de junio de 1942, seis meses después del ataque japonés a Pearl Harbor y un mes después de la batalla del mar del Coral. La Flota Combinada Japonesa, bajo el mando de Isoroku Yamamoto, sufrió una derrota decisiva a manos de la Flota del Pacífico estadounidense cerca del atolón de Midway, a unas 2100 km al noroeste de Oahu. Yamamoto pretendía capturar Midway y atraer y destruir a la Flota del Pacífico estadounidense, especialmente a los portaaviones que habían escapado a los daños en Pearl Harbor.
Antes de la batalla, Japón deseaba ampliar su perímetro de defensa en el Pacífico, especialmente tras el ataque aéreo de Doolittle sobre Tokio en abril de 1942, y despejar el mar para los ataques a Midway, Fiyi, Samoa y Hawái. Un ataque japonés similar a las Islas Aleutianas comenzó un día antes, el 3 de junio. La fuerza de ataque japonesa en Midway, conocida como Kidō Butai, estaba al mando de Chuichi Nagumo. El plan de Yamamoto para la operación, que dependía de la precisión en el tiempo y la coordinación, se vio socavado por la amplia dispersión de sus fuerzas, que dejó al resto de la flota incapaz de apoyar eficazmente al Kidō Butai.
El 4 de junio, los japoneses comenzaron a bombardear Midway y se prepararon para esperar la llegada de la Flota del Pacífico desde Pearl Harbor para defender la isla. Sin que Yamamoto lo supiera, los descifradores de códigos estadounidenses habían determinado la fecha y la ubicación de su ataque planeado, lo que permitió a los estadounidenses preparar su propia emboscada; Chester Nimitz, comandante de la Flota del Pacífico, había enviado una gran fuerza al mando de Frank Jack Fletcher al área de Midway antes de que llegaran los japoneses. Aviones con base en tierra de Midway y aviones con base en portaaviones de la flota estadounidense sorprendieron y atacaron a la fuerza de Nagumo. Los cuatro portaaviones de la flota japonesa (Akagi, Kaga,  Sōryū y Hiryū) presentes en la batalla fueron hundidos, al igual que el crucero pesado Mikuma. Japón también perdió 3000 hombres, incluidos muchos pilotos bien entrenados y difíciles de reemplazar. Estados Unidos perdió el portaaviones Yorktown y el destructor Hammann, mientras que los portaaviones Enterprise y Hornet (bajo el mando de Raymond Spruance durante la batalla) sobrevivieron al combate sin daños.
La batalla de Midway, junto con la campaña de Guadalcanal, se considera un punto de inflexión en la Guerra del Pacífico. Tras Midway y el desgaste de la campaña de las Islas Salomón, la capacidad de Japón para compensar sus pérdidas en material y personal entrenado se volvió rápidamente insuficiente, mientras que la enorme capacidad industrial y de entrenamiento de Estados Unidos aumentó con el tiempo. El historiador John Keegan calificó la batalla como «el golpe más impactante y decisivo en la historia de la guerra naval », mientras que el historiador Craig Symonds la calificó como «uno de los enfrentamientos navales más trascendentales de la historia mundial, comparable a Salamina, Trafalgar y Tsushima, por su importancia táctica y estratégica». 

## Antecedentes
Tras lanzar su ofensiva expansionista en el este y sudeste asiático, el Imperio del Japón alcanzó rápidamente sus principales objetivos estratégicos al capturar Hong Kong, las islas Filipinas, Malasia, Singapur y las Indias Orientales Neerlandesas —actual Indonesia, cuyos yacimientos petrolíferos eran de gran importancia para Japón—. Una vez asegurado este territorio, en enero de 1942 se comenzó a planificar una segunda fase de operaciones. Sin embargo, hubo desacuerdos estratégicos entre el Ejército Imperial Japonés y la Armada Imperial Japonesa, y ciertas luchas internas entre el Cuartel General Imperial y la Flota Combinada del almirante Isoroku Yamamoto que impidieron concretar esta siguiente estrategia militar hasta abril de 1942. Tras una velada amenaza de dimisión, se impuso la opinión del almirante Yamamoto y enseguida se puso en marcha su plan para expandir el poderío japonés a través del océano Pacífico central.
El objetivo principal en la estrategia de Yamamoto era eliminar los portaaviones estadounidenses, a los que veía como la amenaza más importante para la campaña del Pacífico. Esta preocupación se acentuó después del 18 de abril de 1942, cuando la incursión Doolittle bombardeó varias ciudades japonesas, entre ellas Tokio. Este ataque, aunque militarmente insignificante, fue un duro golpe psicológico para la población japonesa porque demostró lo inseguro que estaban en su territorio. Esta y otras exitosas incursiones confirmaron que los estadounidenses todavía eran una importante amenaza, aunque aparentemente reacios a ser arrastrados a una batalla.
Yamamoto pensó que otro ataque aéreo en Pearl Harbor haría que toda la flota estadounidense entre en combate, incluyendo sus portaviones. Además, desde el primer ataque el poder aéreo estadounidense en el archipiélago de Hawái había aumentado y por ello determinó que atacar directamente Pearl Harbor era demasiado arriesgado. En su lugar escogió el pequeño atolón de Midway, ubicado en el extremo norte de Hawái, a unos 2100 kilómetros de la isla de Oahu. Midway no era especialmente importante en el expansionismo territorial de Japón, pero supuso que Estados Unidos defendería el atolón con mucha fuerza ante un ataque, así que una eventual victoria permitiría destruir parte importante de la flota enemiga. Efectivamente, esta isla era estratégicamente importante para los estadounidenses y tras las batalla establecieron allí una base que permitía a los submarinos que operaban desde Pearl Harbor surtirse de combustible y provisiones. Así, su radio de operaciones se extendía hasta 1900 kilómetros. La pista de aterrizaje en Midway también servía como punto de escala para los bombarderos que se dirigían a la isla Wake.

### Operación MI

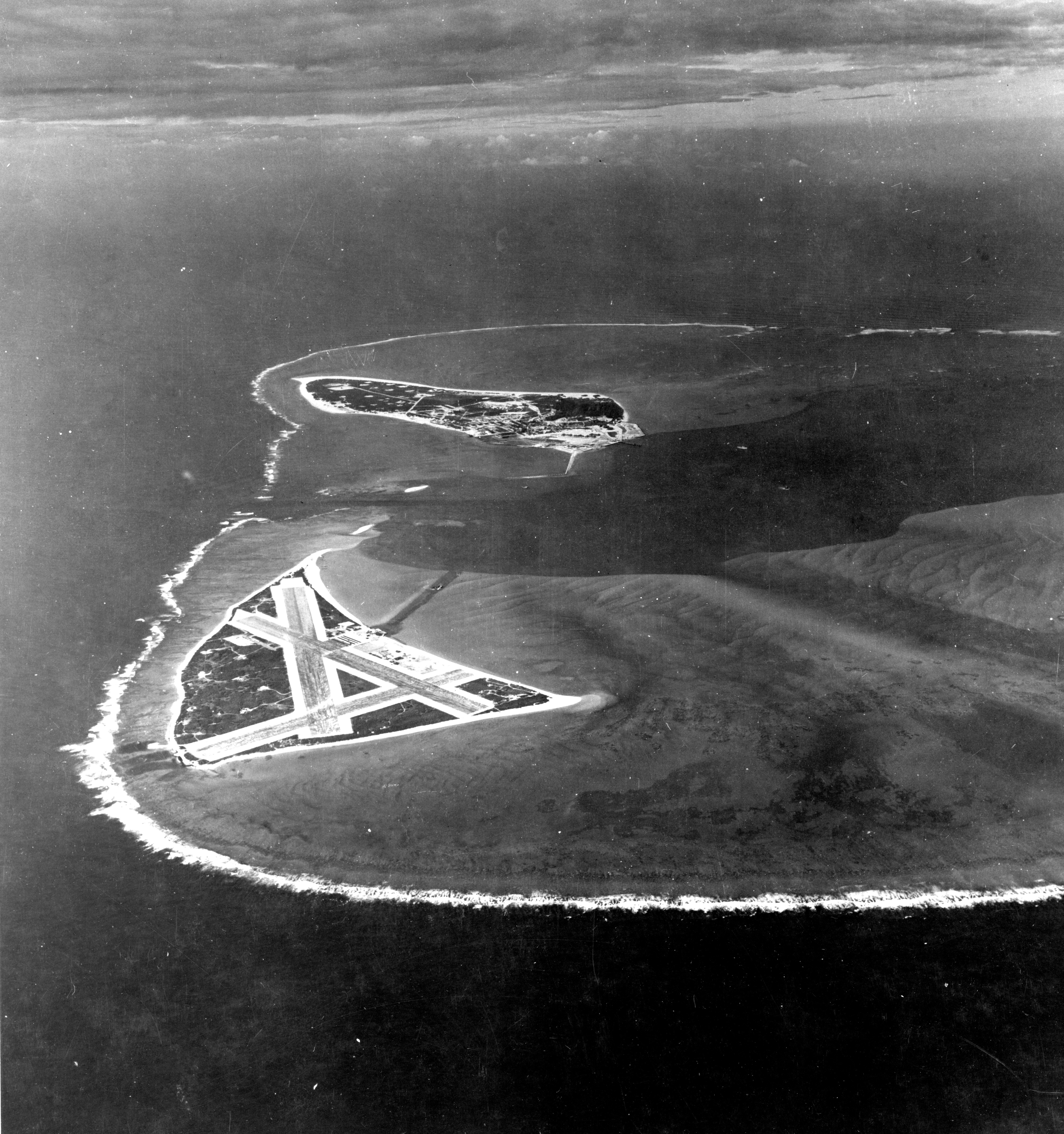
El atolón de Midway el 24 de noviembre de 1941, algunos meses antes de la batalla

Las estrategias navales de Japón fueron excesivamente complejas durante la Segunda Guerra Mundial, y el plan de batalla de Yamamoto para Midway —la «Operación MI»— no fue la excepción. Este plan requería la coordinación cuidadosa y oportuna de muchos grupos a cientos de kilómetros en mar abierto. Su diseño consideró datos de inteligencia que sugerían que el USS Enterprise y el USS Hornet eran los únicos portaaviones estadounidenses disponibles en la Flota del Pacífico. En la batalla del Mar de Coral, librada un mes antes, el USS Lexington se había hundido y el USS Yorktown había sido gravemente dañado al punto que los japoneses pensaron que también se había perdido. Sin embargo, luego de una rápida reparación en Pearl Harbor, el Yorktown volvió a estar activo y jugó un importante rol en el descubrimiento y destrucción de los portaaviones japoneses en Midway. Finalmente, gran parte del plan de Yamamoto coincidía con la idea de los demás líderes japoneses de la época, quienes creían que los estadounidenses estaban desmoralizados por sus frecuentes derrotas en los seis meses precedentes.
Yamamoto creía que era necesario un engaño para llevar a la flota estadounidense a una situación fatalmente arriesgada. Con ese fin dispersó sus buques para que todos, y particularmente sus acorazados, se mantuvieran ocultos de los estadounidenses antes de la batalla. Su grupo de acorazados y cruceros de apoyo siguió a los portaaviones del vicealmirante Chūichi Nagumo a varios cientos de kilómetros. La misión de estos era acercarse y destruir cualquier elemento que pudiera defender Midway tras ser previamente debilitado desde los portaaviones. Esta táctica se practicaba en casi todas las armadas más importantes de la época.
Lo que el almirante Yamamoto no sabía era que los estadounidenses habían descifrado uno de los principales códigos navales japoneses, apodado «JN-25» por los Aliados, y que permitió que se conocieran muchos detalles de la operación. El énfasis en dispersar la flota hizo que ninguna formación estuviese oportunamente disponible para ofrecer apoyo a las demás. Por ejemplo, a pesar de que se esperaba que los portaaviones de Nagumo soportaran la peor parte de los contraataques, los únicos buques de la flota que eran más grandes que los doce destructores que los encubrían eran dos acorazados rápidos de clase Kongō, dos cruceros pesados y un crucero ligero. Por el contrario, Yamamoto y el almirante Nobutake Kondō tenían en sus flotas dos portaaviones ligeros, cinco acorazados, cuatro cruceros pesados y dos cruceros ligeros, de los cuales ninguno participó en la batalla. Los portaviones ligeros y tres acorazados de Yamamoto no alcanzaron a seguirle el ritmo a los portaviones de la Kidō Butai y no pudieron acompañarle en la navegación. La distancia entre las fuerzas de Kondō y Yamamoto y los portaaviones de Nagumo tuvo consecuencias graves durante la batalla, porque se le negó a este último la inestimable capacidad de los aviones de reconocimiento transportados por los cruceros y portaaviones, así como la capacidad antiaérea adicional que ofrecían los cruceros junto a los dos acorazados clase Kongō.

### Invasión de las Aleutianas
Para obtener el apoyo del Ejército Imperial en la operación en Midway, la Armada Imperial decidió apoyar la invasión a los Estados Unidos a través de Attu y Kiska, dos islas Aleutianas en el Territorio de Alaska. El ejército las ocupó para dejar a Japón fuera del alcance de los bombarderos desplegados en Alaska. Luego de la invasión, muchos estadounidenses temían que desde allí los japoneses atacarían objetivos estratégicos y centros urbanos a lo largo de la costa oeste. El ataque a las Aleutianas —en código «Operación AL»— eliminó unidades que habrían aumentado las fuerzas defensivas de Estados Unidos. Aunque tradicionalmente se considera que la operación fue una distracción para mantener a los estadounidenses alejados del Midway, de acuerdo al plan original, el ataque a las islas y al atolón debían iniciarse simultáneamente, pero la fuerza operativa de Nagumo se retrasó un día en la navegación y eso causó que la operación en las Aleutianas iniciara el día antes.

## Preludio

### Estados Unidos descifra el código
Antes de la batalla, el almirante Chester W. Nimitz, comandante en jefe del área del Pacífico, tenía una importante ventaja sobre Japón, ya que los criptoanalistas estadounidenses habían descifrado parcialmente el código JN-25b de la Armada Imperial Japonesa. Desde principios de 1942, Estados Unidos había estado decodificando mensajes que indicaban que pronto se llevaría a cabo una operación militar en un objetivo llamado «AF». Al principio todos se preguntaban que significaba o qué lugar era «AF», pero más tarde el comandante Joseph Rochefort y su equipo en la estación HYPO pudieron confirmar que se trataba de Midway. El capitán Wilfred Holmes ideó una estratagema y a través de un cable submarino seguro le pidió a la base en Midway que transmitiera un mensaje de radio sin codificar en que se indicara que el sistema de purificación de agua del atolón se había averiado. Dentro de 24 horas, los decodificadores interceptaron un mensaje japonés que decía que «AF tenía poca agua». A ninguno de los operadores japoneses que interceptaron el mensaje pareció preocuparle que los estadounidenses transmitieran información sin codificar sobre la escasez de agua en una instalación naval importante, cercana al área de amenazas japonesa, lo que pudo haber prevenido a los oficiales de inteligencia de que se trataba de un deliberado intento de engaño.
La estación HYPO también determinó que la fecha del ataque sería cercana al 4 o el 5 de junio, y proporcionó a Nimitz el orden de batalla completo de la Armada Imperial Japonesa. Japón tenía un nuevo libro codificador, pero hubo retrasos en su implementación, lo que permitió al equipo de HYPO leer los mensajes de manera anticipada. El nuevo código, que tardó varios días en ser descifrado, entró en uso el 24 de mayo, pero para ese entonces los mensajes más importantes ya se habían decodificado. Como resultado, los estadounidenses llegaron a la batalla con una imagen bastante clara de dónde, cuándo y con qué fuerza atacarían los japoneses.

### Refuerzos estadounidenses

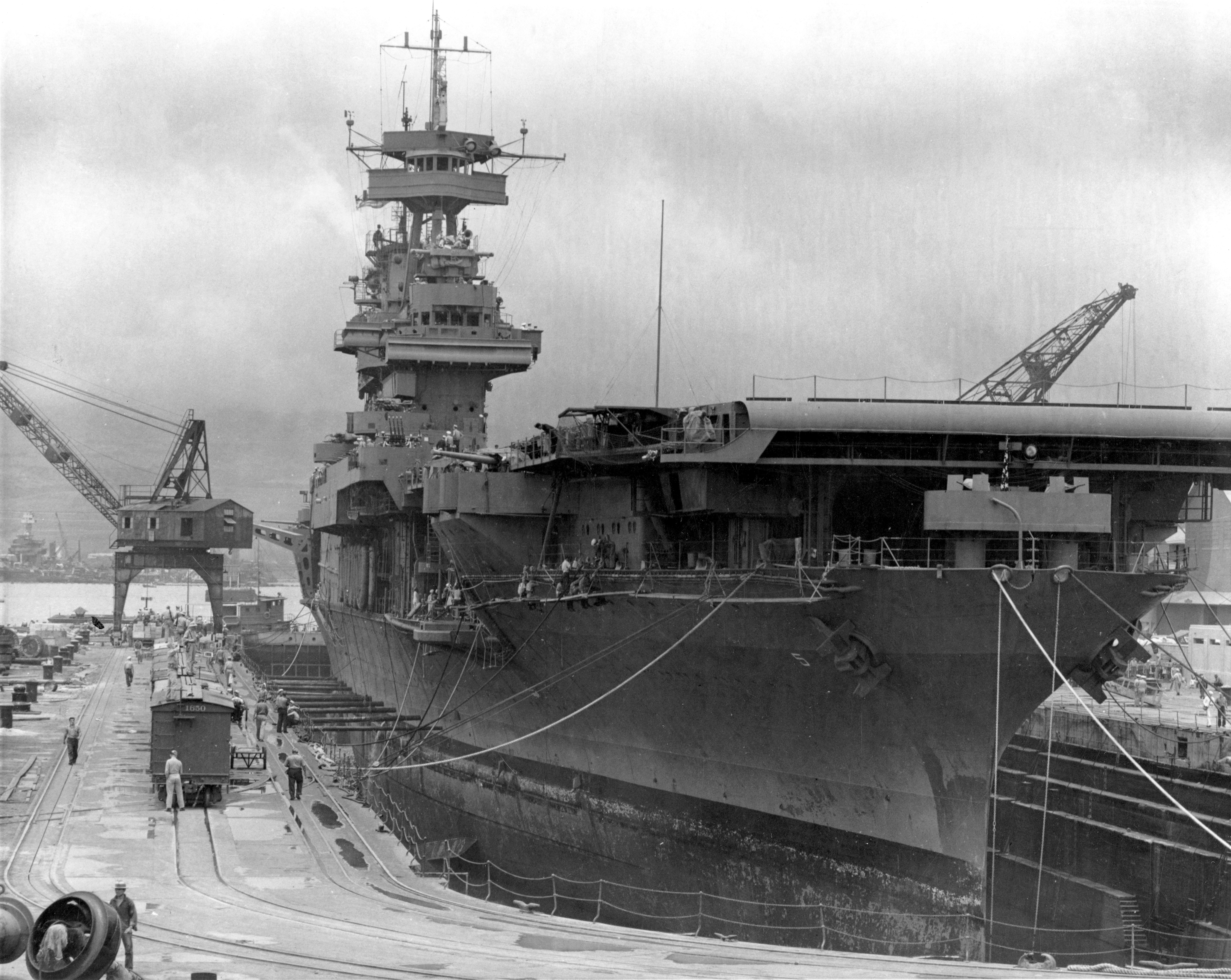
El portaaviones Yorktown en el astillero de Pearl Harbor días antes de la batalla.

El almirante Nimitz necesitaba cada cubierta de vuelo disponible para luchar contra los cuatro o cinco portaaviones que Japón podía llevar a la batalla. Ya tenía dos portaaviones de la fuerza operativa del vicealmirante William F. Halsey, el Enterprise y el Hornet, pero a causa de una dermatitis Halsey tuvo que ser reemplazado por el contraalmirante Raymond Spruance, el comandante de su escolta. Nimitz también convocó a la fuerza operativa del contraalmirante Frank Jack Fletcher, del área suroeste del Pacífico, que tenía al portaviones Yorktown.
A causa de los daños que sufrió en la batalla del Mar del Coral, se estimó que el Yorktown necesitaba varios meses de reparaciones en el Astillero Naval de Puget Sound, pero sus ascensores estaban intactos así como gran parte de la cubierta de vuelo. En el Astillero Naval de Pearl Harbor un equipo trabajó mediante turnos en el buque las 24 horas del día, y tras 72 horas de trabajo ya estaba reparado y listo para la batalla, lo suficiente para las dos o tres semanas de operaciones que requería Nimitz. La cubierta de vuelo se reparó y secciones enteras de la estructura interna se retiraron y remplazaron. Las reparaciones continuaron incluso una vez que salió del astillero, a cargo de un equipo que seguía a bordo del USS Vestal, un buque de reparación dañado en el ataque a Pearl Harbor.
El grupo aeroembarcado del Yorktown estaba disminuido y se restauró usando cualquier avión y piloto que se pudiera encontrar. El 5.º Escuadrón de Exploración (VS-5) fue remplazado por el 3.er Escuadrón Bombardero (VB-3) del USS Saratoga; el 5.º Escuadrón Torpedero (VT-5) se remplazó por el 3.er Escuadrón (VT-3); el 3.er Escuadrón de Caza (VF-3) se reconstituyó para reemplazar al 42.° Escuadrón (VF-42), con dieciséis pilotos del VF-42 y once del VF-3 y el teniente comandante John S. Thach al mando. Algunos miembros de la tripulación no tenían experiencia, lo que pudo haber contribuido a un accidente en el que murió el teniente comandante Donald Lovelace, el oficial ejecutivo de Thach. A pesar de los esfuerzos para tener al Saratoga —que había sido reparado en San Diego— listo para el siguiente enfrentamiento, la necesidad de reabastecerlo y reunir suficientes escoltas le impidió llegar a Midway hasta después de la batalla.
Para el 4 de junio, la Armada había estacionado en Midway cuatro escuadrones de Consolidated PBY Catalina —31 aviones en total— para tareas de reconocimiento de largo alcance, y seis Grumman TBF Avenger nuevos del 8.º Escuadrón Torpedero del Hornet. El Cuerpo de Marines estacionó además diecinueve Douglas SBD Dauntless, siete F4F-3 Wildcat, diecisiete Vought SB2U Vindicator y veintiún Brewster F2A Buffalo. La Fuerza Aérea contribuyó con un escuadrón de diecisiete Boeing B-17 Flying Fortress y cuatro Martin B-26 Marauder equipados con torpedos. Aunque los F2A y SB2U ya estaban obsoletos, en ese momento eran los únicos aviones disponibles para el Cuerpo de Marines. Nimitz sabía que ellos habían renunciado a su ventaja numérica al dividir sus naves en cuatro grupos operativos separados, demasiado separados para darse apoyo mutuamente. Esta dispersión limitó la disponibilidad de buques rápidos para escoltar los portaaviones de la Fuerza de Ataque, y menos cañones antiaéreos para protegerlos. Nimitz calculó que las aeronaves de sus tres portaaviones más los estacionados en Midway, le daban una cantidad más o menos igual a la de los cuatro portaaviones de Yamamoto, principalmente porque los grupos aeroembarcados estadounidenses eran más grandes que los japoneses. Los japoneses, por el contrario, incluso después de que comenzara la batalla desconocían la verdadera fuerza y disposición de su oponente.

### Deficiencias japonesas

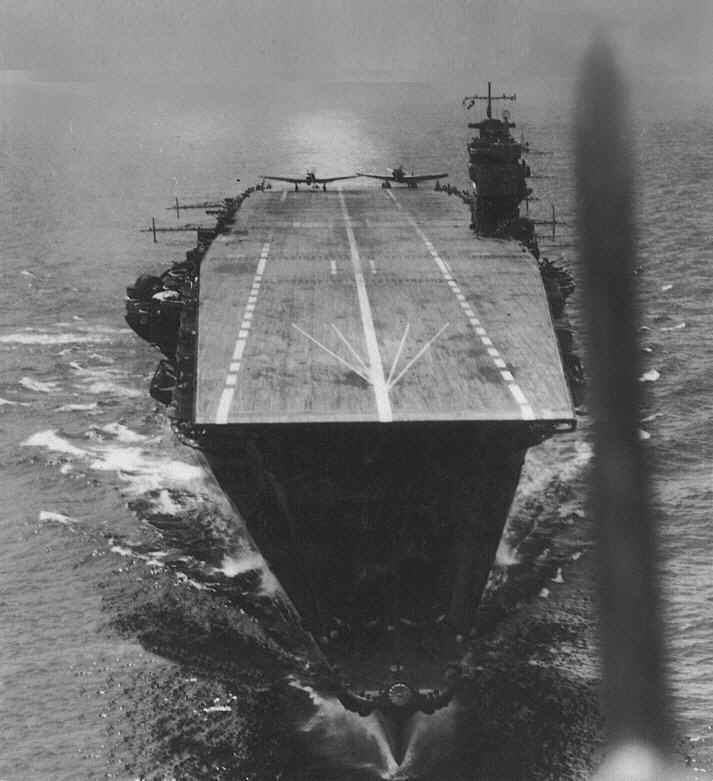
El portaaviones Akagi en abril de 1942. Fue el buque insignia de la Fuerza de Ataque en las incursiones japonesas sobre Pearl Harbor, Darwin, Rabaul y Colombo.

Durante la batalla del Mar del Coral, el portaaviones ligero Shōhō fue hundido y el portaviones Shōkaku recibió el impacto de tres bombas, por lo que estaría bajo reparaciones en dique seco por meses. Aunque el portaaviones Zuikaku escapó de la batalla sin daños, había perdido casi la mitad de su grupo aéreo y en el puerto de Kure estaba esperando aviones y pilotos de reemplazo. El hecho de que no hubiera suficiente tripulación disponible de inmediato puede atribuirse al fracaso del programa de entrenamiento de la Armada Imperial, que ya mostraba signos de no poder reemplazar oportunamente las bajas. Los instructores del Cuerpo Aéreo de Yokosuka fueron empleados en un esfuerzo para compensar este déficit.
Los historiadores Jonathan Parshall y Anthony Tully creen que si se hubiesen combinado las aeronaves y pilotos supervivientes del Shōkaku y el Zuikaku, habría sido posible equipar al Zuikaku con un grupo aéreo casi completo, pero también señalan que esto habría ido contra la doctrina japonesa de que los portaaviones y sus grupos aeroembarcados debían entrenar como una sola unidad —en sentido contrario, los escuadrones aéreos de Estados Unidos entrenaban para poder intercambiarse entre portaaviones—. De cualquier forma, aparentemente los japoneses no hicieron ningún esfuerzo serio en tener listo al Zuikaku para la batalla.
De este modo, la 5.ª División de Portaaviones —que tenía los dos más avanzados de la Kidō Butai— no estaría disponible, por lo que el vicealmirante Nagumo tenía solo dos tercios de los portaviones a su disposición: el Kaga y el Akagi de la 1.ª División, junto al Hiryū y el Sōryū de la 2.ª División. Esto se debió en parte a la fatiga, ya que los portaaviones no habían detenido sus operaciones desde el ataque a Pearl Harbor, entre las que se contaban las incursiones en Darwin y el océano Índico. No obstante, la Primera Fuerza de Ataque navegó con 248 aviones disponibles en los cuatro portaaviones —60 en el Akagi, 74 en el Kaga, 57 en el Hiryū y 57 en el Sōryū.
Los principales aviones de ataque que transportaban los portaaviones eran el bombardero en picado Aichi D3A1 «Val» y el Nakajima B5N2 «Kate», que se utilizó como torpedero o bombardero de altura. El principal caza transportado era el rápido y altamente maniobrable Mitsubishi A6M «Zero». Por varias razones, la producción del «Val» se había reducido de forma drástica y la del «Kate» se había detenido por completo, como consecuencia de eso no había suficientes aviones de ese tipo para reemplazar las pérdidas. Además, muchos aviones que se utilizaron en junio de 1942 estaban operativos desde finales de noviembre de 1941, y aunque estaban bien mantenidos, algunos ya estaban desgastados y su uso era cada vez menos confiable. Esto hizo que todos los portaaviones de la Kidō Butai llevasen menos aviones respecto a su capacidad total, con pocas aeronaves y piezas de repuesto almacenadas en los hangares.
Además, los portaaviones de Nagumo sufrieron varias deficiencias defensivas que en palabras del historiador Mark Peattie, le hicieron tener una «mandíbula de cristal, podía dar un puñetazo pero no podía recibir uno». Por mencionar algunas de ellas: los cañones antiaéreos y sus sistemas de control de incendios tenían varios defectos de diseño y configuración que limitaban su efectividad; solo unos pocos aviones de combate conformaban la patrulla aérea de la flota, la que se vio obstaculizada en sus labores por el inadecuado sistema de alerta temprana y la falta de radar; las malas comunicaciones de radio con los aviones de combate inhibieron el mando y control efectivo de la patrulla; en lugar de ser una escolta antiaérea cercana, los buques que escoltaban a los portaaviones se desplegaron a mucha distancia como exploradores visuales, ya que carecían de entrenamiento, doctrina militar y suficiente armamento antiaéreo.
Los planes de reconocimiento estratégico previos a la batalla también estaban desorganizados. En parte por la prisa de Yamamoto, un piquete de submarinos exploradores llegó tarde a su posición en French Frigate Shoals. Esto permitió a los portaaviones estadounidenses pasar por ese punto y alcanzar «Point Luck», su punto de encuentro al noreste de Midway, sin ser detectados. Un segundo intento de reconocimiento, parte de la Operación K, iba a usar hidrocanoas Kawanishi H8K «Emily» para explorar Pearl Harbor antes de la batalla y detectar la presencia de los portaviones estadounidenses. Este plan se frustró cuando los submarinos que debían reabastecer de combustible a los aviones descubrieron que el punto de reabastecimiento previsto —hasta entonces una bahía desierta frente a French Frigate Shoals— estaba ocupado por buques estadounidenses, no estaban al tanto porque la última exploración a esa zona se había hecho en marzo. Por todo esto, Japón se privó de conocer cualquier movimiento de los portaaviones enemigos hasta inmediatamente antes de la batalla.
En sus interceptaciones de radio, los japoneses notaron un aumento en la actividad de los submarinos estadounidenses y también en el tráfico de mensajes. Esta información estaba en manos de Yamamoto antes de la batalla, sin embargo, la planificación de la operación no cambió. Yamamoto, a bordo del Yamato, asumió que Nagumo había recibido la misma información desde Tokio y no se comunicó con él por radio para no revelar su posición. Al contrario de otras versiones históricas, Nagumo también recibió esta información antes de que comenzara la batalla. Por razones que aún no están claras, Nagumo no modificó sus planes ni tomó precauciones adicionales.
Yamamoto además ubicó al «grueso» de la Flota combinada a más de 500 km de distancia, dejándolo sin posibilidad de una rápida intervención en caso de contactar con fuerzas enemigas.

## La batalla
|                           | Imperio del Japón | Estados Unidos |
| ------------------------- | --- | --- |
| Portaviones               | Akagi — Hiryū — Kaga — Sōryū | Enterprise — Hornet — Yorktown |
| Portaviones ligeros       | Hōshō — Zuihō | — |
| Portahidroaviones         | Chitose — Chiyoda — Kamikawa Maru — Nisshin | — |
| Acorazados                | Haruna — Hiei — Kirishima — Kongō — Mutsu — Nagato — Yamato | — |
| Cruceros pesados          | Atago — Chikuma — Chōkai — Haguro — Kumano — Mikuma — Mogami — Myōkō — Suzuya — Tone | Astoria — Minneapolis — New Orleans — Northampton — Pensacola — Portland — Vincennes |
| Cruceros ligeros          | Jintsū — Nagara — Sendai — Yura | Atlanta |
| Destructores              | Akigumo — Amatsukaze — Arare — Arashi — Arashio — Asashio — Asagumo — Ayanami — Fubuki — Hagikaze — Hamakaze — Harusame — Hatsukaze — Hatsuyuki — Hayashio — Isokaze — Isonami — Kagerō — Kasumi — Kazagumo — Kuroshio — Maikaze — Makigumo — Minegumo — Mikazuki — Murakumo — Murasame — Natsugumo — Nowaki — Oyashio — Samidare — Shikinami — Shiranui — Shirayuki — Tanikaze — Tokitsukaze — Urakaze — Uranami — Yūdachi — Yūgumo — Yūkaze — Yukikaze | Aylwin — Anderson — Balch — Benham — Blue — Clark — Conyngham — Dewey — Ellet — Gwin — Hammann — Hughes — Maury — Monaghan — Monssen — Morris — Phelps — Russell — Ralph Talbot — Worden      |
| Submarinos                | I-121 — I-122 — I-123 — I-156 — I-157 — I-158 — I-159 — I-162 — I-164 — I-165 — I-166 — I-168 — I-169 — I-171 — I-174 — I-175 | Cachalot — Cuttlefish — Dolphin — Finback — Flying Fish — Gato — Grayling — Grenadier — Grouper — Growler — Gudgeon — Narwhal — Nautilus — Pike — Plunger — Tambor — Tarpon — Trigger — Trout |
| Buques de apoyo logístico | Akebono — Genyo — Kenyo — Kukoyu — Kyokuto — Naruto — Nichiei — Nippon — Sata — Shnikoku — Toei — Tohu — Tsurumi | Cimarron — Guadalupe — Platte |
| Buques patrulleros        | No. 2 — No. 34 — No. 35 | PT-20 — PT-21 — PT-22 — PT-24 — PT-25 — PT-26 — PT-27 — PT-28 — PT-29 — PT-30 |
| Buques de municionamiento | Meiyo — Yamafuku | — |
| Dragaminas                | Tama Maru No. 5 — Showa Maru No. 7 — Showa Maru No. 8 | — |
| Cazasubmarinos            | No. 17 — No. 18 | — |
| Barcos taller             | Akashi | — |

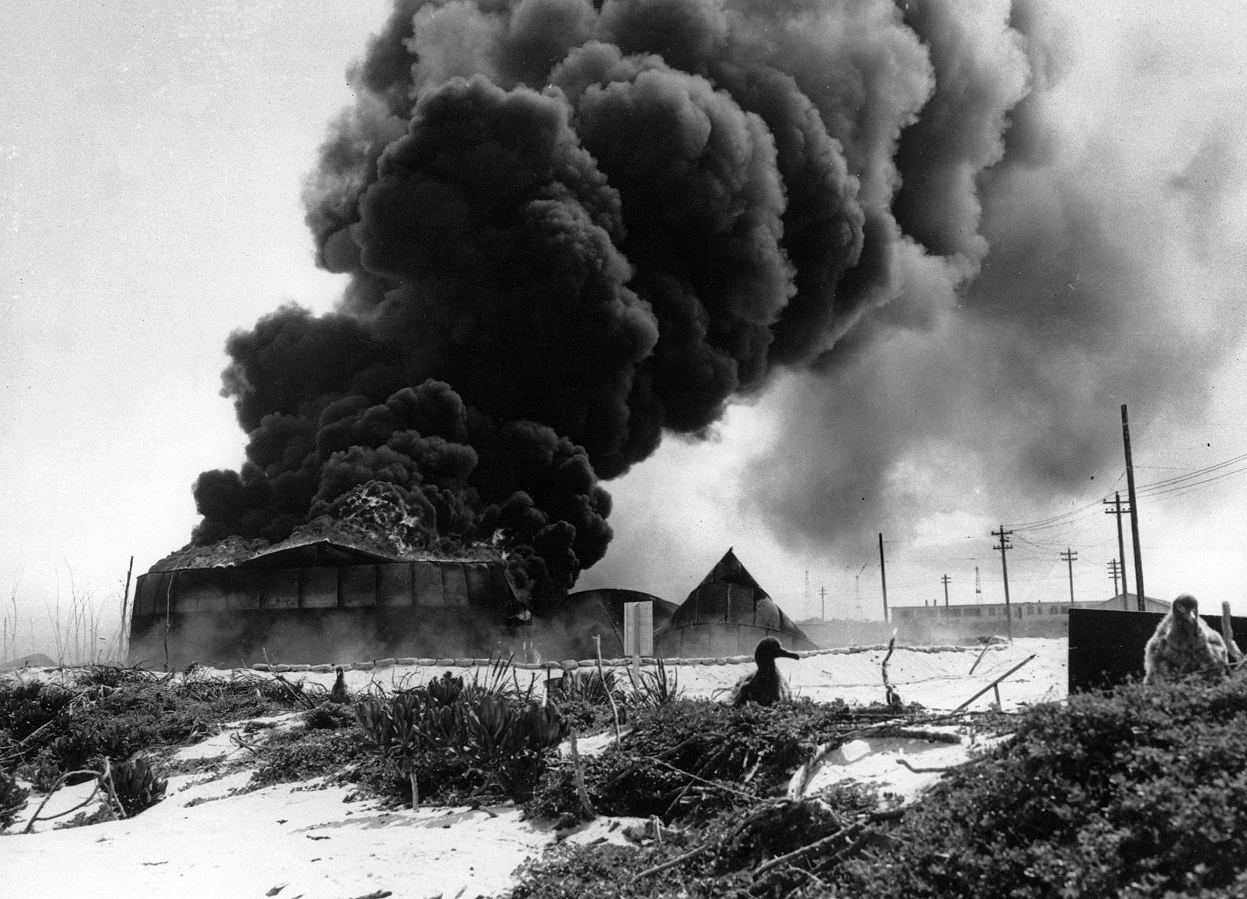
Tanques de gasolina ardiendo tras el ataque japonés en el atolón.

El almirante Nagumo lanzó su primer ataque a la isla a las 4:30 del 4 de junio de 1942 con un total de 108 aviones de combate. Al mismo tiempo hizo despegar seis aviones de reconocimiento para ir en búsqueda de la flota enemiga, y cazas Mitsubishi A6M Zero para patrullar el espacio aéreo que rodeaba la zona. Las misiones de reconocimiento japonesas fueron muy poco efectivas a causa de los pocos aviones que tuvieron que cubrir extensas áreas de búsqueda y del mal tiempo. A las 6:20 los aviones de Nagumo comenzaron a bombardear Midway y causaron grandes daños a las instalaciones militares de la isla. Algunos pilotos estadounidenses que estaban en la base intentaron defender el atolón con los aviones Grumman F4F Wildcat y Brewster F2A Buffalo, pero sufrieron numerosas bajas. Sin embargo, la artillería antiaérea estaba lista y consiguió derribar varios aviones atacantes. Los aviones de reconocimiento japoneses, enviados para evaluar el estado de las defensas de Midway después del ataque, transmitieron un mensaje al almirante en el que explicaban que iba a ser necesaria otra misión de bombardeo para neutralizarlas antes de que las tropas desembarcasen el día 7 de junio, como estaba previsto.
Los bombarderos estadounidenses —cuya base estaba en la isla— despegaron antes de ser dañados por los japoneses, e hicieron varios ataques contra la flota nipona. Los lentos y pesados torpederos Grumman TBF Avenger fueron destruidos casi por completo por la artillería antiaérea de los barcos y los veloces Zero japoneses, sin lograr causar ningún daño a la flota enemiga. Solo tres de ellos consiguieron volver a Midway. De acuerdo a las tácticas de batalla de la época, Nagumo guardó la mitad de sus aviones de reserva, dos escuadrones compuestos por torpederos y cazatorpederos. Tenía la opción de armar los bombarderos de reserva con torpedos, o con bombas terrestres —para atacar navíos o instalaciones militares respectivamente—. En el primer ataque a Midway optó por equipar a los aviones de reserva con torpedos, al temer encontrar barcos estadounidenses. 
Por ello resultó necesario efectuar un segundo ataque, pues la pista de aterrizaje y despegue del atolón no había sido destruida por la falta de bombas terrestres. Todos los aviones del segundo ataque incluidos los de reserva recibieron la orden de ser armados con bombas para atacar las instalaciones de la isla, una orden que resultó fatal. Media hora después de iniciar este ataque, un avión de reconocimiento de largo alcance enviado tardíamente desde el crucero Tone informó de la presencia de una flota enemiga de tamaño considerable al este. 
Nagumo paralizó de inmediato el armado de los aviones con bombas y esperó más información sobre la composición de la flota que se acercaba. Tuvieron que pasar más de cuarenta minutos para que un avión japonés avisara de la presencia de un portaaviones estadounidense, la espera resultó muy prolongada a pesar de que el oficial táctico aéreo Minoru Genda aconsejaba atacar de inmediato.

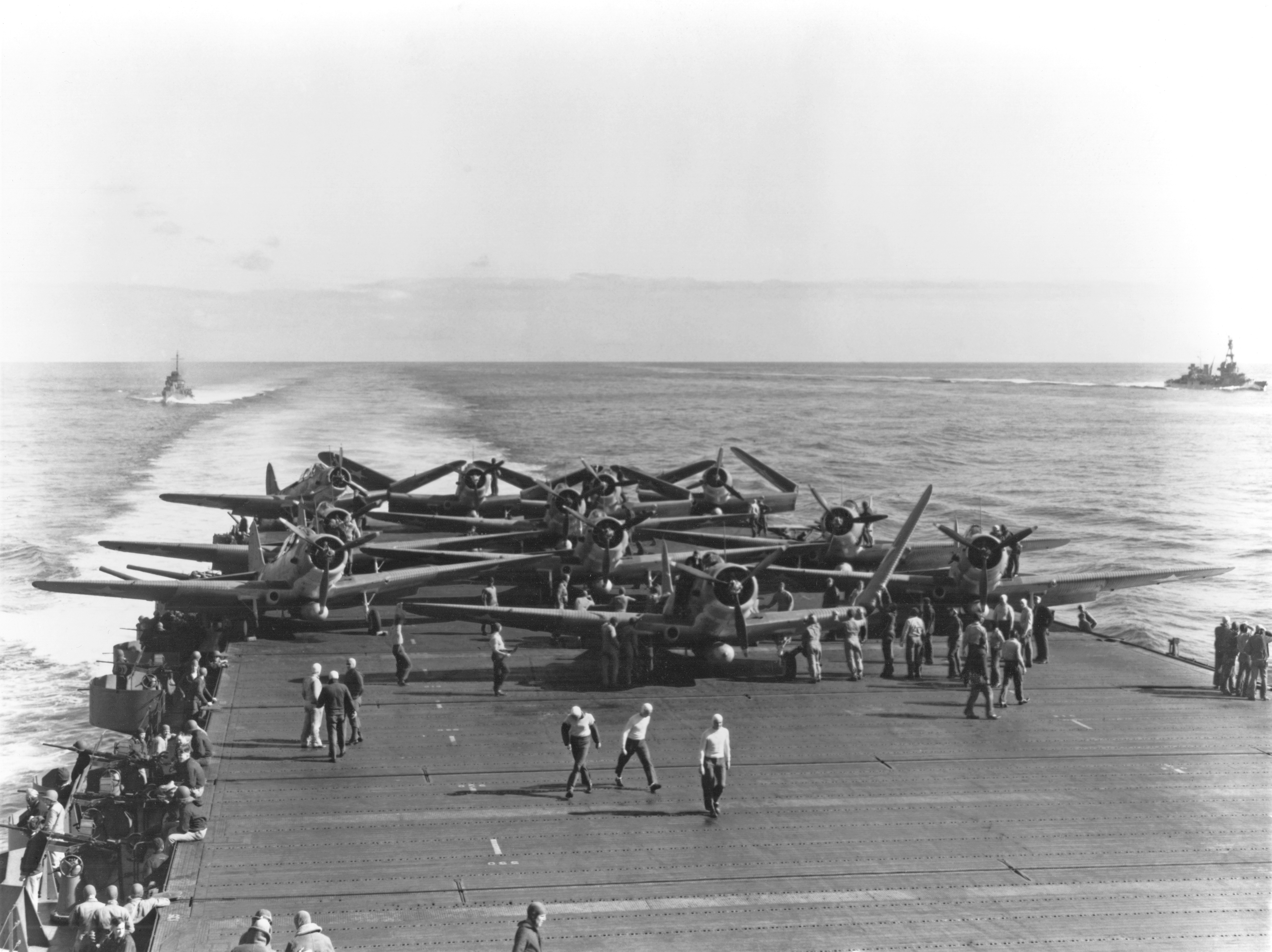
Pilotos estadounidenses del ' se preparan para despegar en sus bombarderos en picado Douglas SBD Dauntless.

Entonces, el almirante se vio frente a un dilema. Sus subordinados insistieron en que lanzase un ataque sobre los portaaviones con las reservas que aún tenía a bordo. Sin embargo, las operaciones de preparación y lanzamiento de aviones podían llegar a durar entre treinta y cuarenta y cinco minutos y los pilotos japoneses de la primera oleada comenzaban a regresar. Muchos de ellos estaban casi sin combustible, dañados o con parte de la tripulación herida, por lo que era necesario un aterrizaje rápido antes de morir en medio del mar. Los cálculos indicaban que había muy pocas probabilidades de que todos los aviones de reserva (armados con bombas) pudiesen despegar antes de la llegada de los primeros. Así, sin la confirmación de la composición de la flota estadounidense que se había avistado, Nagumo fue cauteloso y prefirió esperar para decidir el tipo de armamento que se usaría durante el segundo ataque. Además, la aviación estadounidense estacionada en la isla había logrado resistir otros ataques sin sufrir pérdidas, lo que reforzó más la necesidad de hacer un nuevo ataque al atolón. Preso de la indecisión y luego de razonar estrictamente la doctrina de tácticas navales japonesas, Nagumo decidió seguir el manual de forma tranquila y resolvió esperar a que los aviones del primer asalto a la base regresaran a los portaaviones, para luego lanzar con el armamento apropiado la segunda flota aérea de ataque. Esta decisión que acarrearía una pérdida de tiempo fatal le supondría más adelante la derrota.
Al mismo tiempo, mientras la indecisión se apoderaba del mando japonés, desde las 07:00 el almirante Fletcher había puesto en marcha a los aviones del Yorktown para que atacasen a los portaaviones japoneses. Al contrario de Nagumo, Spruance dio la orden de que sus aeronaves atacasen con todo lo que poseían, sin esperar a que toda la flota aérea estuviese en el aire para hacer un ataque conjunto y coordinado. Después del despegue, cada escuadrón estadounidense se dirigió directamente hacia el enemigo en lugar de esperar a estar en una formación de ataque conjunto. Esta táctica, a pesar de disminuir el volumen del impacto de los ataques hacia los japoneses y acarrear grandes pérdidas para los estadounidenses, tuvo el mérito de lograr desorganizar la capacidad de contraataque nipona y así encontrarse totalmente vulnerables a los portaaviones de Nagumo.

### Ataque estadounidense

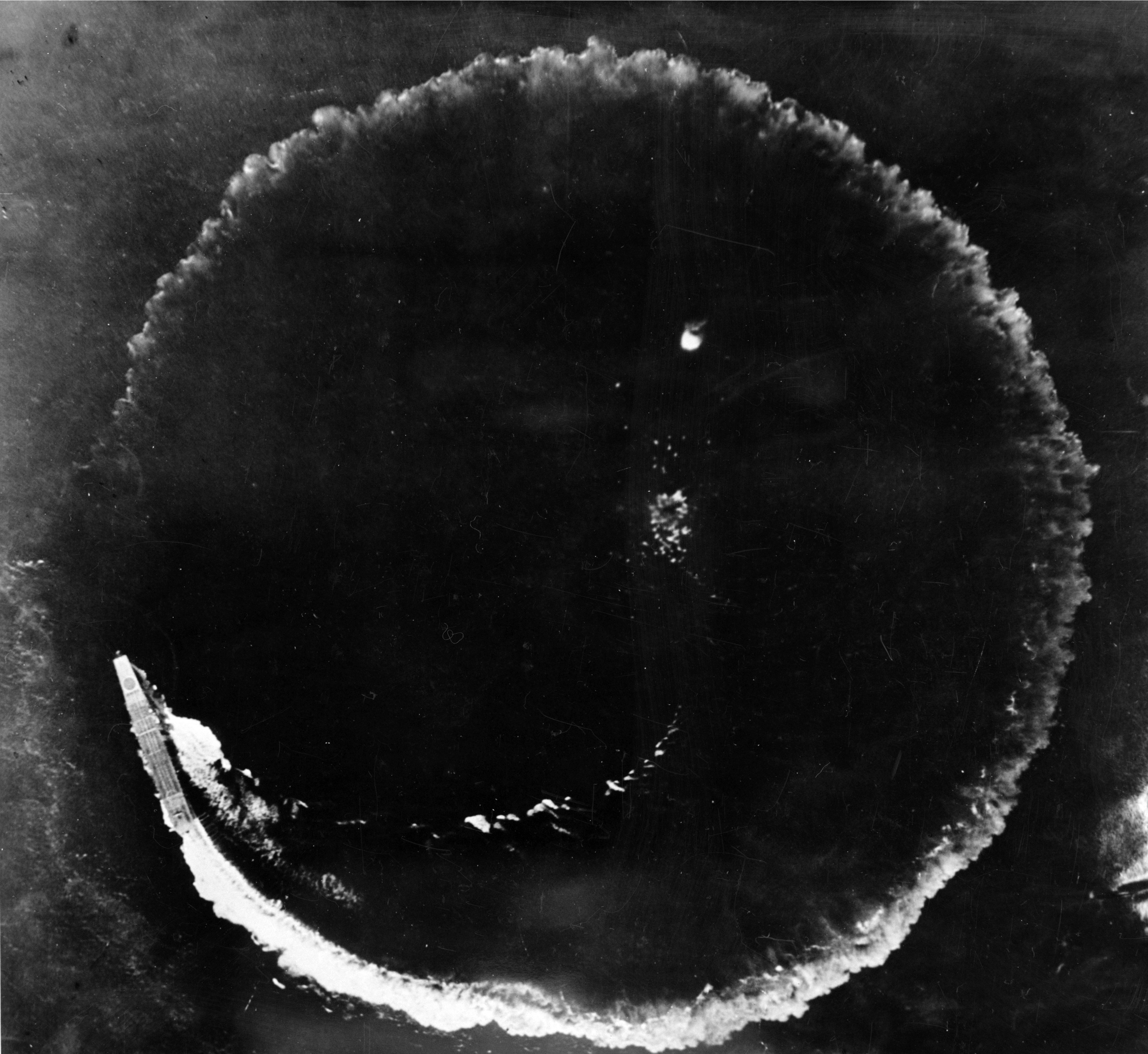
El Soryu navega en círculos bajo un bombardeo de B-17. En este ataque no sufrió impactos.

Los primeros aviones enviados para atacar a los japoneses tuvieron dificultades para encontrarlos en la vastedad del océano, incluso con las coordenadas que habían entregado las patrullas de observación, pero cuando finalmente se toparon con ellos aconteció una de las mayores acciones de sacrificio realizadas en una batalla perdida que, sin embargo, se transformaría en una victoria. A las 09:20, la primera oleada de los torpederos de Spruance llegó sobre sus objetivos. Consistían en lentos caza-torpederos Douglas TBD Devastator que se lanzaron en fila contra los portaaviones casi a la superficie del mar. Fueron abatidos prácticamente todos, pues solo un piloto logró sobrevivir a esta primera incursión. Con aviones similares el segundo asalto acabó casi de la misma manera: la flota aérea atacante destruida casi en su totalidad y la japonesa prácticamente intacta.
Entre tanto, los pilotos estadounidenses consiguieron tres importantes resultados: primero, obligaron a los portaaviones nipones a navegar en círculos y hacer maniobras para evitar los torpedos, lo que les impidió tomar posiciones definitivas para el lanzamiento de sus aviones; segundo, obligaron a los Zero a gastar casi toda su munición y combustible mientras estos intentaban derribarlos, y tercero, pusieron la escolta aérea de los portaaviones en cotas de vuelo a baja altura, fuera de posición para así intentar defenderlos de algún otro ataque.
Inmediatamente después de los ataques, los bombarderos en picado estadounidenses dirigidos por Clarence Wade McClusky y Richard Best se aproximaron a gran altura, sin ser acosados por los cazas Zero que perseguían a los torpederos cercanos al mar. Dos escuadrones de bombarderos que atacaron en picado desde el noreste y suroeste, cayeron sobre los portaaviones enemigos, que para entonces estaban con las cubiertas llenas de aviones cargados con combustible y armados para iniciar el contrataque, en condiciones extremadamente vulnerables. A las 10:22 los bombarderos del Enterprise atacaron el Kaga lanzándose en picado sobre la nave japonesa, que no esperaba un ataque desde tanta altura, mientras que en el sur los aviones del Yorktown cayeron sobre el Sōryū y el Akagi, que también recibió los impactos de los bombarderos del Enterprise cuatro minutos después. El ataque estadounidense sobre los tres portaaviones nipones, que duró apenas seis minutos, fue devastador: tres de los cuatro portaaviones japoneses estaban en llamas, inoperantes y fuera de combate en gran medida porque decenas de aviones japoneses cargados de bombas y torpedos, inmóviles en las cubiertas, y cargando combustible, al ser bombardeados por los estadounidenses ayudaron involuntariamente en la destrucción de sus propios portaaviones.

### Contraataque japonés

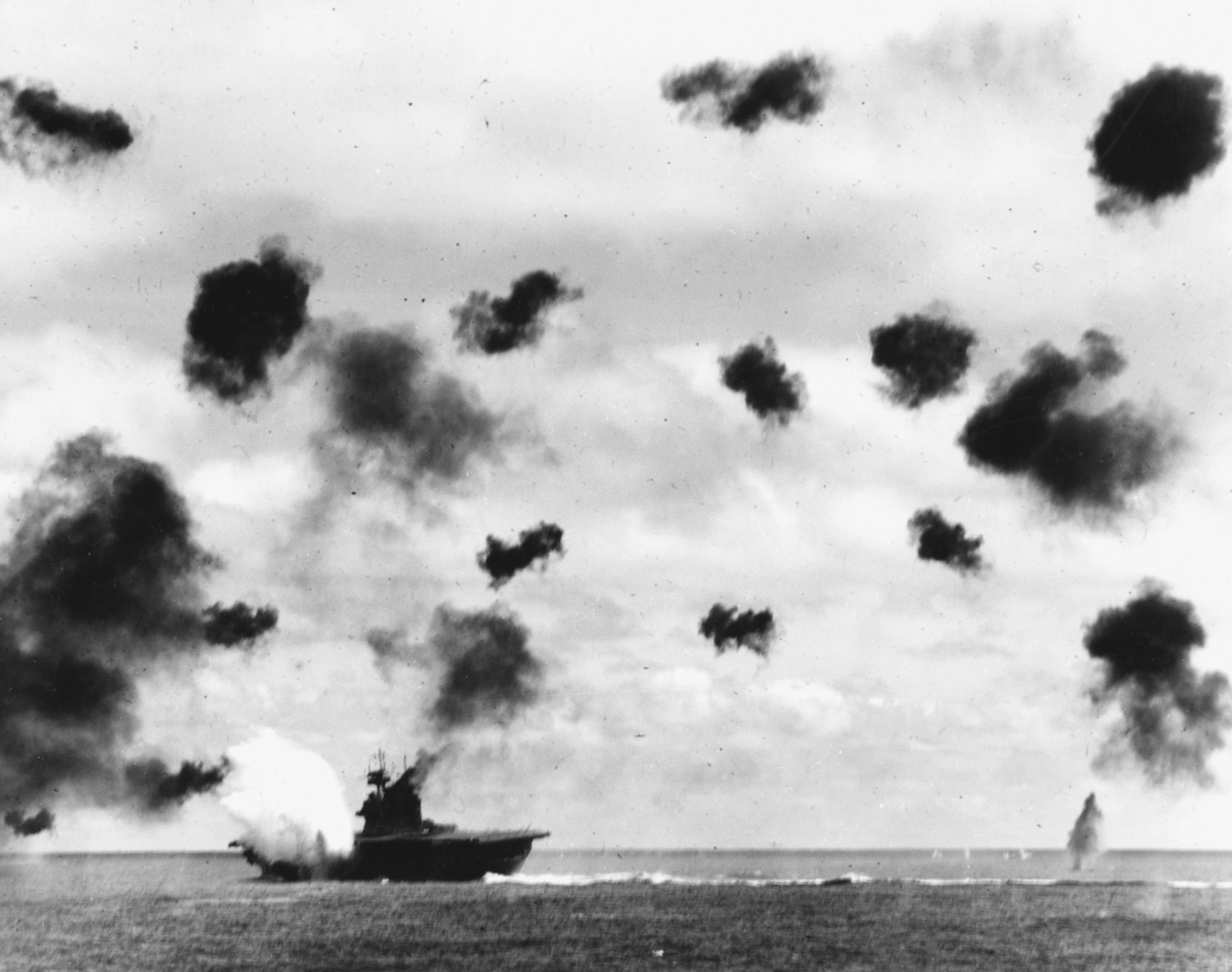
El Yorktown en el momento del impacto de un torpedo lanzado desde el aire por un Nakajima B5N Kate.

El Hiryū, el único portaaviones japonés que se encontraba intacto en ese momento, no perdió tiempo para hacer un contraataque. La primera oleada de bombarderos japoneses dañó gravemente al Yorktown con tres impactos de bomba que apagaron su caldera, inmovilizándolo: sin embargo, en aproximadamente una hora, sus dañados equipos de control fueron reparados con tanta eficacia que los bombarderos de la segunda oleada creyeron que se trataba de otro.
A pesar de las esperanzas japonesas de nivelar las probabilidades mediante la eliminación de dos portaaviones enemigos con dos ataques, la segunda oleada creyó erróneamente que habían hundido el Yorktown y que estaban atacando el USS Enterprise. Después de recibir dos impactos de torpedos el Yorktown quedó fuera de combate, por lo que el almirante Fletcher se vio obligado a trasladar a su personal al crucero pesado USS Astoria. No obstante, a las 17 horas el Hiryū fue atacado por aviones procedentes del Enterprise, que lo destruyeron tras un violento bombardeo, situación en la cual influyó el hecho que las bombas estadounidenses alcanzaran los depósitos de gasolina de aviones en la cubierta del Hiryū, el cual se incendió y tuvo que ser abandonado a las 21 horas, aunque no se hundió hasta la mañana siguiente. Los dos portaaviones de la Fuerza de Tarea 16 del almirante Spruance, el Enterprise y el Hornet, no sufrieron daños.

### Últimos combates
Cuando la noche cayó, los dos bandos hicieron planes para continuar con la acción. El almirante Fletcher, convencido de que no podría conducir de forma adecuada las fuerzas estadounidenses a bordo de un crucero, traspasó el mando de la flota al almirante Spruance. Este sabía que los estadounidenses ya habían conseguido una gran victoria, pero no estaba seguro de las fuerzas que aún tenían los japoneses y estaba decidido a salvaguardar tanto Midway como el resto de sus portaaviones. Para ayudar a sus pilotos, que habían sido lanzados al ataque durante el día, siguió avanzando en dirección a Nagumo. Por su parte, y pese a las grandes pérdidas, el almirante Yamamoto decidió inicialmente continuar con sus esfuerzos para ocupar Midway y envió sus navíos de batalla en busca de los portaaviones estadounidenses, al mismo tiempo que una flota de cruceros era desplegada para bombardear la isla. La flota japonesa no logró localizar a su enemigo en el mar.
A las 02:15 de la noche del 5 al 6 de junio, un submarino estadounidense señaló la presencia de barcos japoneses a 165 kilómetros al oeste de Midway. Spruance, que no había sido capaz de localizar el cuerpo principal de la escuadra de Yamamoto, pensó que se trataba de estos navíos y partió en su dirección. Sin embargo, era la flota enviada a bombardear Midway, compuesta por cuatro cruceros y dos destructores, que poco después recibieron la orden de retirarse de la zona y unirse en mar abierto al resto de la flota de batalla de Yamamoto. Por la mañana, el submarino lanzó un ataque con torpedos contra los cruceros, sin éxito, pero en los días siguientes la aviación de la isla, junto a la de los portaaviones, realizó varios ataques a los cruceros, hundiendo al Mikuma y dejando gravemente dañado al Mogami.
Finalmente, el general Clarence Tinker decide liderar una fuerza de LB-30 desde Hawái contra las fuerzas japonesas en retirada el 7 de junio. Muriendo cuando su avión se estrelló cerca de la isla Midway.

## Consecuencias

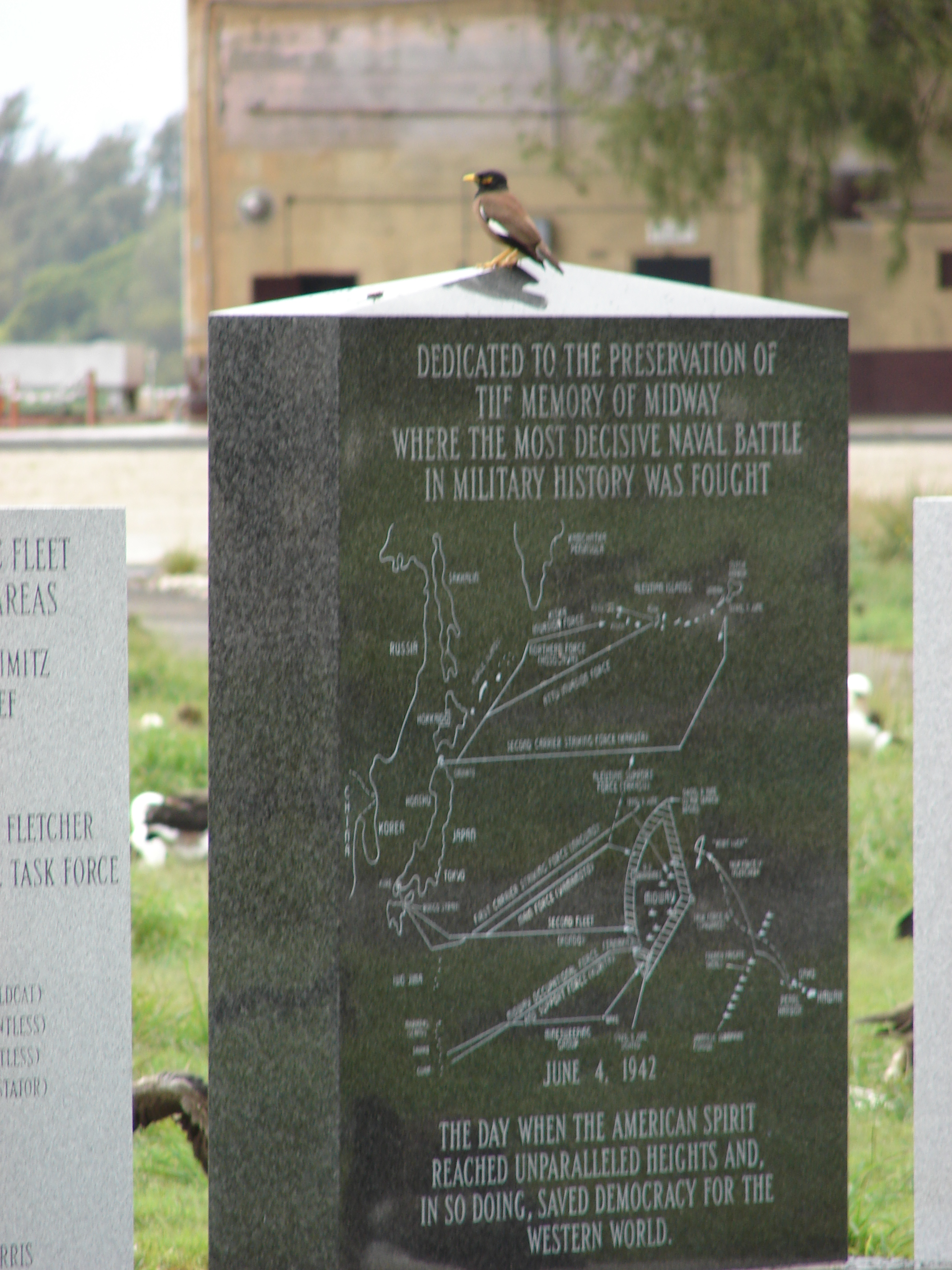
Memorial a la batalla ubicado en el atolón de Midway. En él se puede leer: «Dedicado a la preservación de la memoria de Midway, donde se libró la batalla naval más decisiva en la historia militar.»

Después de la batalla, y sabiendo que habían conseguido una gran victoria, los estadounidenses se retiraron de la región. La pérdida de los cuatro portaaviones enviados a Midway, además de un gran número de sus bien formados e irremplazables pilotos navales, interrumpió la expansión de Japón por el resto del Pacífico. Solo dos grandes portaaviones de la Armada Imperial Japonesa lograron sobrevivir, el Zuikaku y el Shōkaku —que no participaron en la batalla—, junto a otros tres portaaviones pequeños de poco poder ofensivo y que podían transportar una mínima cantidad de aviones. El 10 de junio, en una conferencia del alto mando de planificación de guerra, la Armada Imperial Japonesa ocultó la gravedad de sus pérdidas en Midway. Solo el emperador Hirohito fue informado de los detalles de lo acontecido, quien prefirió mantenerlo en secreto ante el ejército y la opinión pública, e hizo que los planificadores militares continuasen por algún tiempo elaborando sus ataques suponiendo que la flota aeronaval del Japón seguía siendo poderosa.
La batalla de Midway es frecuentemente llamada por los historiadores como el «punto de inflexión» de la Guerra del Pacífico. La Armada Imperial Japonesa continuó luchando con ferocidad incluso frente a la supremacía naval de los Estados Unidos al final de la guerra. Sin embargo, la victoria en Midway dio a los estadounidenses la iniciativa estratégica en la guerra, pues infligió daños irreparables a los portaaviones japoneses y acortó el tiempo de la guerra en el Pacífico.
El programa de entrenamiento previo a la guerra había formado pilotos de excepcional calidad para la aviación naval del Imperio japonés. Este pequeño grupo de élite estaba conformado por veteranos preparados y endurecidos para los combates de la época. En la batalla, los japoneses perdieron más aviadores que sus entrenamientos prebélicos formaron en un año. Los estrategas japoneses no previeron un conflicto militar de larga duración y, por lo tanto, no tuvieron la capacidad para reponer rápidamente las pérdidas en navíos, aeronaves, marineros y principalmente pilotos. A mediados de 1943 la aviación japonesa había sido prácticamente diezmada. Dos meses después del ataque a Midway, los estadounidenses tomaron la ofensiva al desembarcar en Guadalcanal, donde derrotaron nuevamente a Japón y aseguraron las líneas aliadas de suministros para Australia y las Indias Orientales Neerlandesas. A partir de Midway la iniciativa en el Pacífico pasó a ser siempre de los estadounidenses, hasta la rendición de Japón en 1945.

### Bajas japonesas

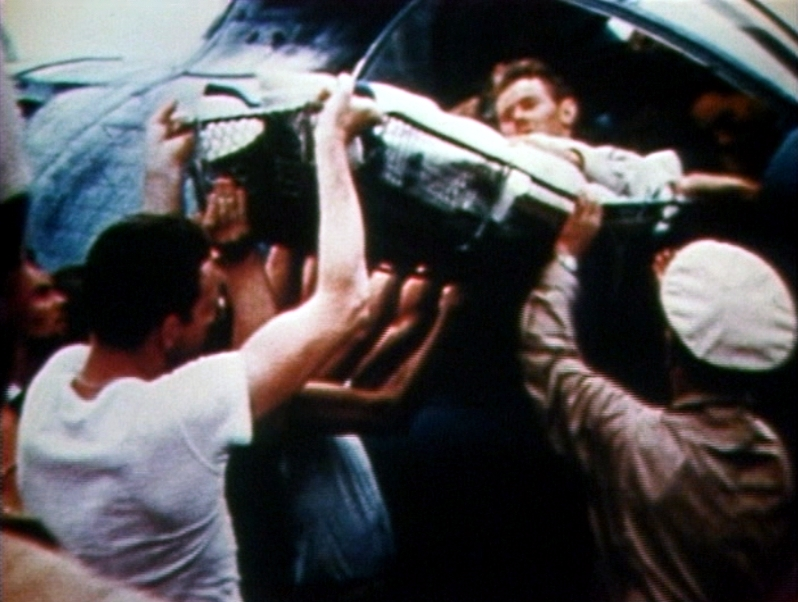
Un piloto rescatado en Midway.

En el momento en que la batalla terminó, unos 3057 japoneses habían muerto. Las bajas a bordo de los cuatro portaaviones fueron: 267 en el Akagi, 811 en el Kaga, 392 en el Hiryū y 711 en el Sōryū, sumando un total de 2181 muertos. Los cruceros pesados Mikuma —700 muertos— y Mogami —92 muertos— sumaron 792 muertes más.
Adicionalmente, los destructores Arashio y Asashio —35 y 21 muertos respectivamente— fueron dañados durante los ataques aéreos que hundieron el Mikuma y dañaron el Mogami. Algunos hidroaviones se perdieron de los cruceros Chikuma y Tone —3 y 2 respectivamente—, mientras que los muertos a bordo de los destructores Tanikaze, Arashi, Kazagumo y el Akebono Maru sumaron las restantes 23 víctimas.

### Bajas estadounidenses
- Un portaaviones: USS Yorktown
- Un destructor: USS Hammann
- Aviones con base en Midway: 45 de un total de 126 = 36 %
- Aviones con base en portaaviones: 109 de un total de 183 = 59 %
- Pérdidas en hombres: 250 hombres aproximadamente.[104]

## Repercusión popular

### Cine
John Ford realizó un documental sobre la batalla en el año 1942 titulado The Battle of Midway. En él se usaron escenas reales que el propio cineasta filmó durante el conflicto y a bordo de los buques estadounidenses. Ford fue condecorado con un Corazón Púrpura y su trabajo fue ganador del Óscar al mejor documental largo en la 15.ª entrega de los premios de la Academia.
Además, en 1976 se estrenó en los Estados Unidos la película La batalla de Midway, un filme bélico en technicolor dirigido por Jack Smight. La cinta está ambientada en el conflicto librado en Midway entre japoneses y estadounidenses, teniendo como elenco a importantes actores de la época como Charlton Heston, Henry Fonda, Toshirō Mifune, Glenn Ford, Robert Mitchum, Erik Estrada y Edward Albert entre otros. En las taquillas logró recaudar 43 220 000 dólares estadounidenses. Se espera que se grabe en 3D una nueva versión de la película.
El 7 de noviembre de 2019 se estrenó la película Midway, dirigida por Roland Emmerich. Inspirada en los hechos reales que rodearon la Batalla de Midway, se centra en los marineros y aviadores que defendieron las Islas Midway. Está protagonizada por Woody Harrelson, Jake Weber, Luke Evans, Patrick Wilson, Aaron Eckhart y Dennis Quaid.

### Música
El grupo sueco de power metal Sabaton, en su álbum Coat of Arms y siguiendo la temática histórica de sus canciones, tiene dedicada una canción a la Batalla de Midway, titulada "Midway".